# Jonas Persson (bandymålvakt)
Karl Jonas Persson, "Skorven", född 7 augusti 1975 i Malmbergets församling i Norrbottens län, är en svensk bandymålvakt i trefaldiga svenska mästarlaget Vetlanda BK. 
Han har sitt ursprung i Kalix men har spelat sju säsonger i Falu BS, men när dalalaget åkte ur Elitserien bestämde han sig för att i två år spela för VBK. Han är en mycket reaktionsnabb målvakt, som var tredjemålvakt och reserv på hemmaplan när VM 2008 spelades i Moskva.
Han har spelat en A- och två U-landskamper. Han var reserv på hemmaplan vid VM 2008.
Han har spelat i IFK Kalix (moderklubben), Kalix Bandy, Nyborgs SK, Karlsborgs BK, Falu BS och Vetlanda BK, och har erfarenhet av 12 säsonger i högsta serien. Bästa placering i elitserien var trea och SM-semifinal med Falu BS.
Han tog U20-SM-guld med Kalix Bandy 1994 och 1995.